# Cree Summer
Cree Summer Francks, född 7 juli 1969 i Los Angeles i Kalifornien, är en amerikansk-kanadensisk skådespelerska och sångerska. Hon är dotter till den framlidne skådespelaren och musikern Don Francks, samt äldre syster till skådespelaren Rainbow Sun Francks (född 1979).
Cree Summer har bland annat spelat rollen som Winifred "Freddie" Brooks i TV-serien Dotter på vift. Inom den animerade världen har hon givit röst till karaktärer som Penny i Kommissarie Gadget, Elmyra Duff i Tiny Toon Adventures, Susie Carmichael i Rugrats och All Grown Up! och prinsessan Kida i Disney-filmen Atlantis.